# Кусем
Кусем — село в Адамовском районе Оренбургской области. Входит в состав Майского сельсовета.

## Этимология
В переводе с казахского Кусем означает Вождь.

## История
Село основано предположительно в 1902 г., когда в этой местности поселились два брата казахских бая. До 1930 года по имени одного из братьев село называлось Танатар. Из-за частых подтоплений села в период половодья, в 1956 г. оно было перенесено с левого на правый берег реки Суундук. В 1957 году колхоз «Кусем» вошел в состав совхоза (ныне ОПХ) «Советская Россия», а с 1965 года — является отделением совхоза «Майский».
Достопримечательностью села является мечеть. Она начала строиться весной 1999 года, а 13 октября 2005 года перед началом мусульманского поста состоялось открытие мечети.

## Население
| 2010 |
| ---- |
| 343  |